# Elena Rybakina
Elena Andreyevna Rybakina (em russo: Елена Андреевна Рыбакина; Moscou, 17 de junho de 1999) é uma tenista profissional russa que representa o Cazaquistão. Em 2022, ela se tornou a primeira representante do Cazaquistão a vencer um título de Grand Slam, quando conquistou o Torneio de Wimbledon.
Após uma carreira modesta nas categorias júnior, Rybakina disputou sua primeira partida no circuito da WTA em outubro de 2017, na Kremlin Cup, torneio realizado em Moscou, sua cidade natal. Ela então seguiu subindo posições no ranking da WTA, disputando torneios menores. Em junho de 2018, aos 19 anos e após furar o top 200, ela adquiriu cidadania cazaque, com o intuito de se filiar à Federação Cazaque de Tênis, que ofereceu suporte financeiro na sua carreira. Rybakina continuou sua rápida ascensão à elite do tênis feminino nos anos seguintes, colecionando 10 finais de torneios WTA entre 2019 e 2022.
Em 2022, após mais de 2 anos sem um título, Rybakina surpreendeu ao conquistar o tradicional torneio de Wimbledon, marcado pela suspensão dos pontos e pelo banimento de tenistas nascidos na Rússia e na Bielorrússia, vencendo a número 3 do mundo Ons Jabeur na final. No ano seguinte, após alcançar a segunda final de Grand Slam no Aberto da Austrália de 2023, ela chegou ao top 10 no ranking da WTA.
Seu estilo de jogo é marcado pela agressividade na linha de base, com golpes rápidos e profundos, que trazem uma grande vantagem nos games de serviço, aliados ao seu saque veloz, que comumente supera os 180km/h.

## Primeiros anos
Elena Rybakina nasceu em 17 de junho de 1999 em Moscou. Começou a praticar esportes com sua irmã mais velha desde muito jovem, originalmente focando em ginástica e patinação no gelo. Ao saber que era muito alta para se tornar profissional em quaisquer desses esportes, seu pai sugeriu que ela mudasse para o tênis por causa de seu interesse no esporte. Rybakina começou a jogar tênis aos seis anos de idade.
Rybakina mudou-se do Dynamo Sports Club para o Spartak Tennis Club, onde teve vários treinadores talentosos. Ela treinou com o ex-jogador do top 10 Andrei Chesnokov e a ex-jogadora do top 100 Evgenia Kulikovskaya [en]. Um de seus preparadores físicos foi Irina Kiseleva [en], medalhista de ouro do Campeonato Mundial no pentatlo moderno. Elena não teve treinamento individual até chegou à idade de atleta júnior, em vez disso, praticava em um grupo de cerca de oito jogadores até os 15 anos e depois em um grupo de quatro jogadores até os 18 anos. Ela também jogava tênis apenas cerca de duas horas por dia e treinava três horas por dia. Seu tempo para o tênis era limitado em parte porque ela frequentava uma escola regular não especializada para atletas e precisava equilibrar o tênis com os trabalhos escolares.

## Carreira júnior
Ela começou a jogar no Circuito Júnior da ITF em novembro de 2013 aos 14 anos. Em março seguinte, conquistou seu primeiro título no segundo evento da carreira, a Copa Almetievsk (Grau 3). Ela jogou seu primeiro evento de Grau 2 em junho na Copa Ozerov em Moscou, terminando como vice-campeã derrotada pela compatriota Anna Blinkova. Começou a jogar eventos de Grau 1 desde o início de 2015, mas não teve nenhum sucesso até chegar à final do Campeonato Internacional Júnior da Bélgica em maio, perdendo para Katharina Hobgarski [en]. Rybakina fez sua estréia no Grand Slam júnior no final do ano no US Open, onde chegou à terceira rodada. Após uma derrota na rodada de abertura no Australian Open de 2016, ela ganhou títulos consecutivos de Grau 1. Continuou a jogar no Grand Slam júnior e outros eventos de Grau A em simples pelo resto do ano. Seu melhor resultado de 2016 nos eventos de Grau A veio em duplas quando terminou em segundo lugar com Olesya Pervushina [en] e Anastasia Potapova no Trofeo Bonfiglio, ao lado de Amina Anshba [en] em uma final totalmente russa.
A temporada de 2017 foi o último ano de Rybakina na turnê júnior. No meio da temporada, obteve seu primeiro e único título de Grau A no Trofeo Bonfiglio, derrotando Iga Świątek na final. Também se saiu melhor nos eventos do Grand Slam em comparação com os anos anteriores, perdendo nas semifinais do Australian Open de 2017 e do Aberto da França para as campeãs Marta Kostyuk e Whitney Osuigwe [en], respectivamente. Terminou sua carreira júnior na primeira edição round-robin do ITF Junior Masters, a contraparte júnior das finais da WTA. Ganhou uma partida em seu grupo round-robin e terminou em sétimo lugar. Rybakina chegou a ser número 3 do mundo na categoria júnior.

## Carreira profissional

### 2014–18: Primeiros títulos ITF, mudança de nacionalidade

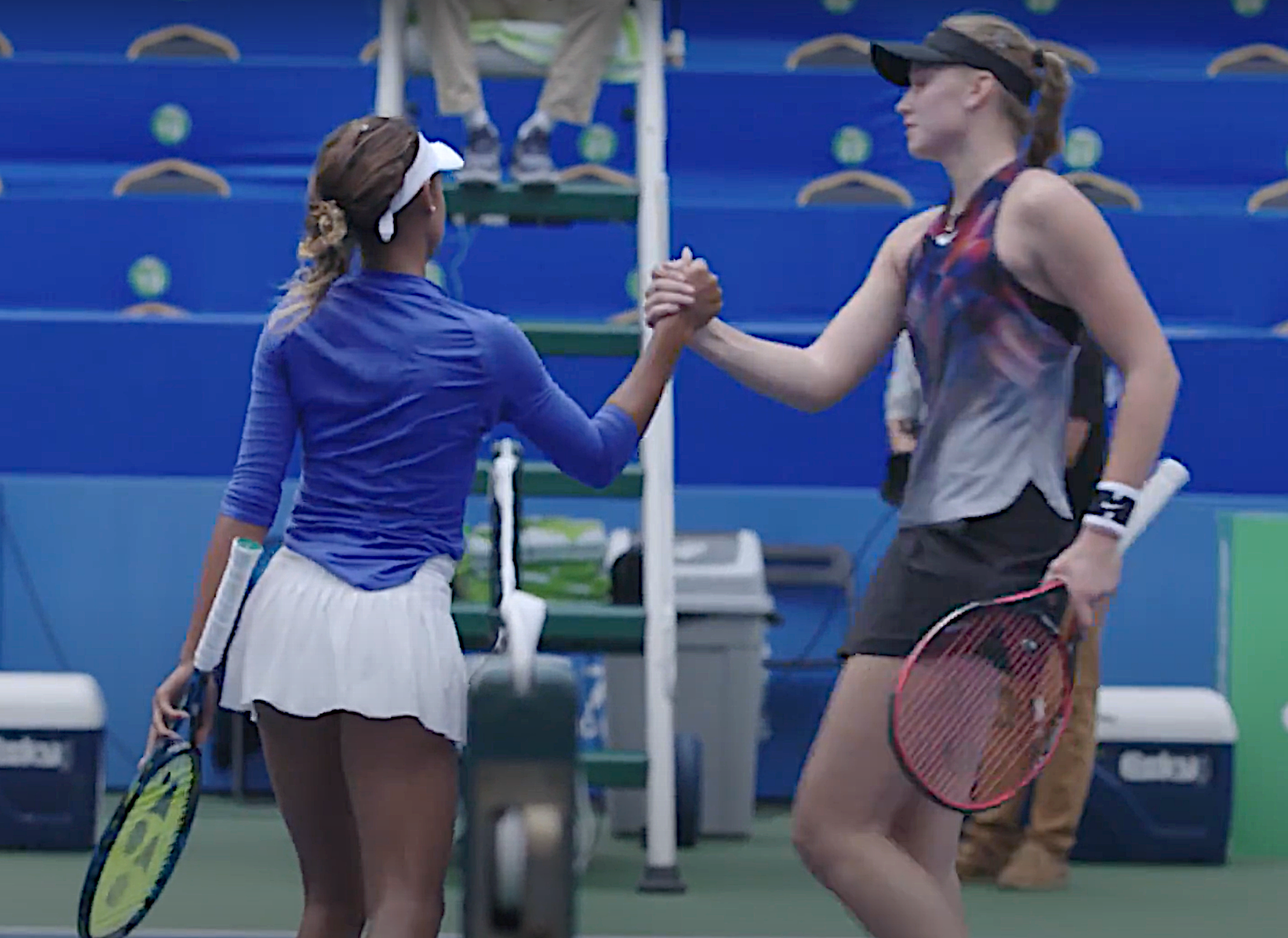
Rybakina (a direita) cumprimenta adversária
no ITF Junior Masters de 2017.

Rybakina começou a jogar no Circuito Feminino da ITF em dezembro de 2014, aos 15 anos. Enquanto ainda jogava no circuito júnior, chegou a três finais da ITF em simples e duas em duplas, vencendo ambas as finais de duplas em 2017. Ela também fez sua estreia no WTA Tour em outubro de 2017 na Kremlin Cup, onde alcançou a chave principal através da qualificatória, mas perdeu na rodada de abertura para Irina-Camelia Begu.
Em seu próximo torneio WTA em fevereiro de 2018, Rybakina venceu sua primeira partida do WTA Tour no St. Petersburg Ladies Trophy contra Timea Bacsinszky. Ela então derrotou a número 7 do mundo, Caroline Garcia, em três sets, depois de salvar um match point no segundo set. Mesmo perdendo na rodada seguinte, esta aparição nas quartas de final a ajudou a subir do número 450 para o número 268 do mundo. Em março, Rybakina ganhou seu primeiro título de simples da ITF em um evento de US$ 15 mil em Kazan, onde também ganhou o título de duplas. Seu próximo salto significativo na classificação ocorreu em abril, quando ela terminou como vice-campeã, atrás de Sabina Sharipova [en], na Lale Cup [en], torneio de US$ 60 mil em Istambul, levando-a para a posição 215. Ela entrou no top 200 pela primeira vez no final de maio. No mês seguinte, Rybakina adquiriu a cidadania cazaque e mudou de federação da Rússia para o Cazaquistão, tendo acabado de completar 19 anos na época. A Federação de Tênis do Cazaquistão [en] ofereceu-lhe apoio financeiro para mudar de nacionalidade, que ela escolheu entre várias opções para jogar tênis universitário [en] nos Estados Unidos.
Jogando pelo Cazaquistão, Rybakina entrou em sua primeira qualificatória para um Grand Slam no US Open de 2018, mas não chegou à chave principal.

### 2019: Primeiro título da turnê e top 50

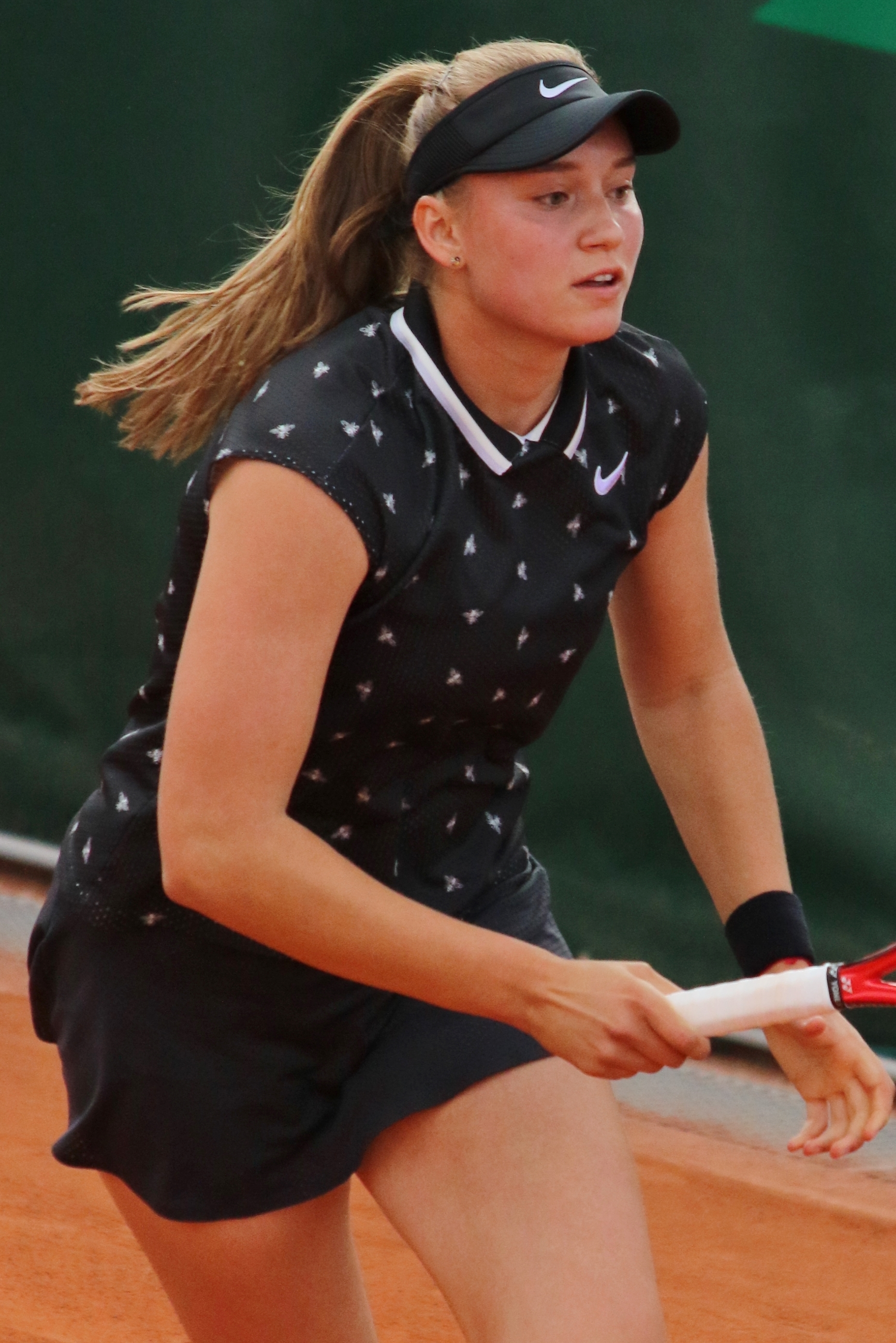
Rybakina em Roland Garros, 2019.

Depois de jogar principalmente eventos ITF no primeiro semestre de 2019, Rybakina começou a jogar principalmente no WTA Tour na segunda metade da temporada. Durante os primeiros meses do ano, ela ganhou três títulos da ITF, incluindo o Launceston International de US$ 60 mil. Ela fez sua estreia em Grand Slams no Aberto da França depois de passar pela qualificaória, perdendo para Kateřina Siniaková na primeira dodada da chave principal. Em seu primeiro evento WTA na grama, Rybakina fez sua primeira semifinal no Libéma Open. Apesar deste sucesso, ela perdeu na qualificatória em Wimbledon. A grande aparição de Rybakina veio em julho, quando ela conquistou seu primeiro título do WTA Tour no Bucharest Open, um mês depois de completar 20 anos. Durante o evento, ela derrotou a segunda cabeça de chave Viktória Hrunčáková [en] antes de derrotar Patricia Maria Țig na final. Com este título, ela fez sua estreia no top 100 do ranking WTA, na 65ª posição.
Rybakina se classificou para sua segunda partida do Grand Slam do ano na chave principal no US Open, mas perdeu novamente na primeira rodada. Em seu próximo torneio, ela fez sua segunda final de torneio WTA Tour do ano no Jiangxi International Open, terminando em vice-campeã, atrás de Rebecca Peterson. Este resultado a colocou entre as 50 primeiras pela primeira vez. Rybakina fechou o ano com força, chegando pelo menos às quartas de final nos últimos três eventos da temporada. Em particular, ela chegou às quartas de final no Wuhan Open, seu primeiro evento Premier-5 na carreira. No torneio, ela derrotou a número 6 do mundo, Simona Halep, que se retirou no final do primeiro set devido a uma lesão na região lombar. Ela perdeu na rodada seguinte para a eventual campeã e número 14 do mundo, Aryna Sabalenka. Rybakina terminou a temporada em 37º lugar no mundo.

### 2020: Cinco finais e top 20
Rybakina liderou o WTA Tour em número de finais durante a temporada de 2020 e terminou empatado em segundo lugar em número vitórias. Ela chegou à final em quatro de seus primeiros cinco eventos. Antes da pandemia de COVID-19 levar à suspensão do WTA Tour por mais de cinco meses, ela havia chegado à final de todos os torneios, exceto o Australian Open e o Qatar Open, perdendo para a número 1 do mundo, Ashleigh Barty, em ambos, nesse último com uma desistência devido a uma distensão no abdutor na perna. Antes do Australian Open, suas duas finais aconteceram em eventos internacionais. Depois de perder sua primeira final do ano para Ekaterina Alexandrova no Shenzhen Open, ela derrotou Zhang Shuai para ganhar seu segundo título WTA no Hobart International. Em Melbourne, ela registrou suas duas primeiras vitórias na chave principal de um Grand Slam contra Bernarda Pera e Greet Minnen [en]. Após o torneio, ela alcançou duas finais Premier no St. Petersburg Ladies Trophy e no Dubai Championships, terminando como vice-campeã, para a 8ª cabeça de chave, Kiki Bertens, e para a 2ª cabeça de chave, Simona Halep, respectivamente. Em Dubai, em particular, Rybakina derrotou duas jogadoras entre as dez primeiras, a 7ª, Sofia Kenin, e a 3ª, Karolína Plíšková, esta última foi a jogadora com melhor classificação que ela derrotou até aquele momento. Essas quatro finais a ajudaram a subir para a 17ª posição no mundo no momento do encerramento da turnê. Ela também se tornou a primeira jogadora do Cazaquistão entre as 20 primeiras da história.
Durante a maior parte da paralisação, Rybakina permaneceu em Moscou e não teve oportunidade de praticar por dois meses e meio. Ela finalmente retomou o treinamento em Bratislava, Eslováquia, por cinco semanas. Quando a turnê foi retomada em Nova York em agosto, ela perdeu sua partida de retorno para Alexandrova e registrou apenas uma vitória no US Open. De volta à Europa, ela finalmente derrotou Alexandrova no Aberto da Itália em sua terceira oportunidade do ano, antes de desperdiçar a chance de servir a partida na derrota na terceira rodada para Yulia Putintseva. No Internationaux de Estrasburgo, Rybakina alcançou a quinta final do ano e a primeira desde o reinício da turnê, perdendo na final para a 5ª cabeça de chave, Elina Svitolina. Ela não levou esse sucesso para o próximo torneio Major, perdendo para Fiona Ferro na segunda rodada do Aberto da França.

### 2021: Quartas de final do Aberto da França e top 15

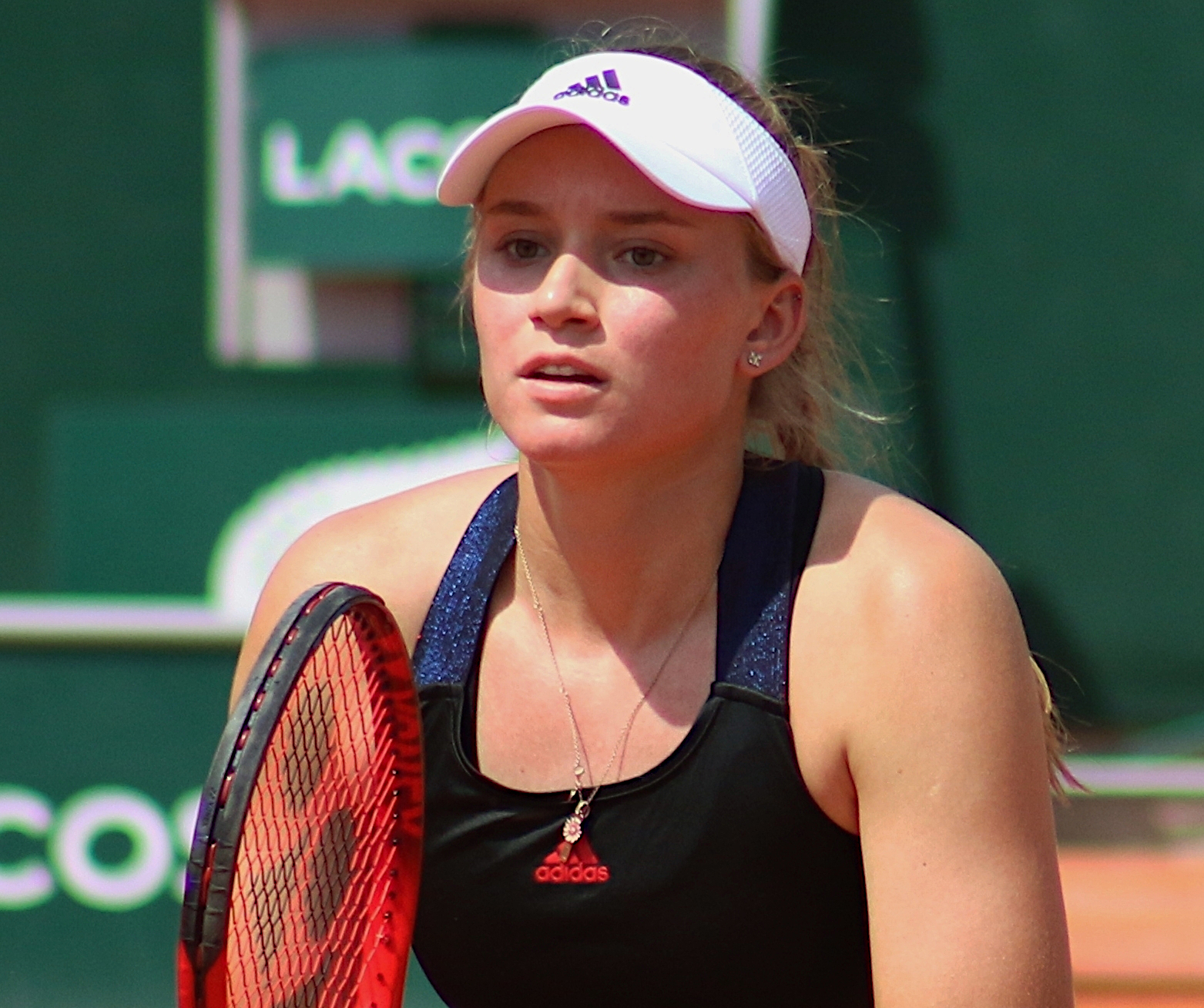
Rybakina em Roland Garros, 2021.

Rybakina chegou às quartas de final do Aberto da França sem perder nenhum set ao derrotar Serena Williams na quarta rodada. No mesmo torneio, ela também chegou às quartas de final em duplas, ao lado de Anastasia Pavlyuchenkova; aliás, Pavlyuchenkova foi a adversária que a derrotou nas quartas de final da parte de simples do Aberto da França de 2021.
Rybakina foi a 15ª cabeça de chave do torneio de tênis dos Jogos Olímpicos, vencendo suas três primeiras partidas sem perder um set antes da derrota nas semifinais para Belinda Bencic em jogo de três sets. Na disputa pela medalha de bronze, Rybakina foi derrotada de virada por Elina Svitolina depois de ter vencido o primeiro set por 6–1.
Em 1º de novembro, ela fez sua estreia entre as 15 primeiras, no 14º lugar do mundo, tornando-se a jogadora cazaque com melhor classificação da história.

### 2022: Título de Wimbledon, 12º lugar do mundo

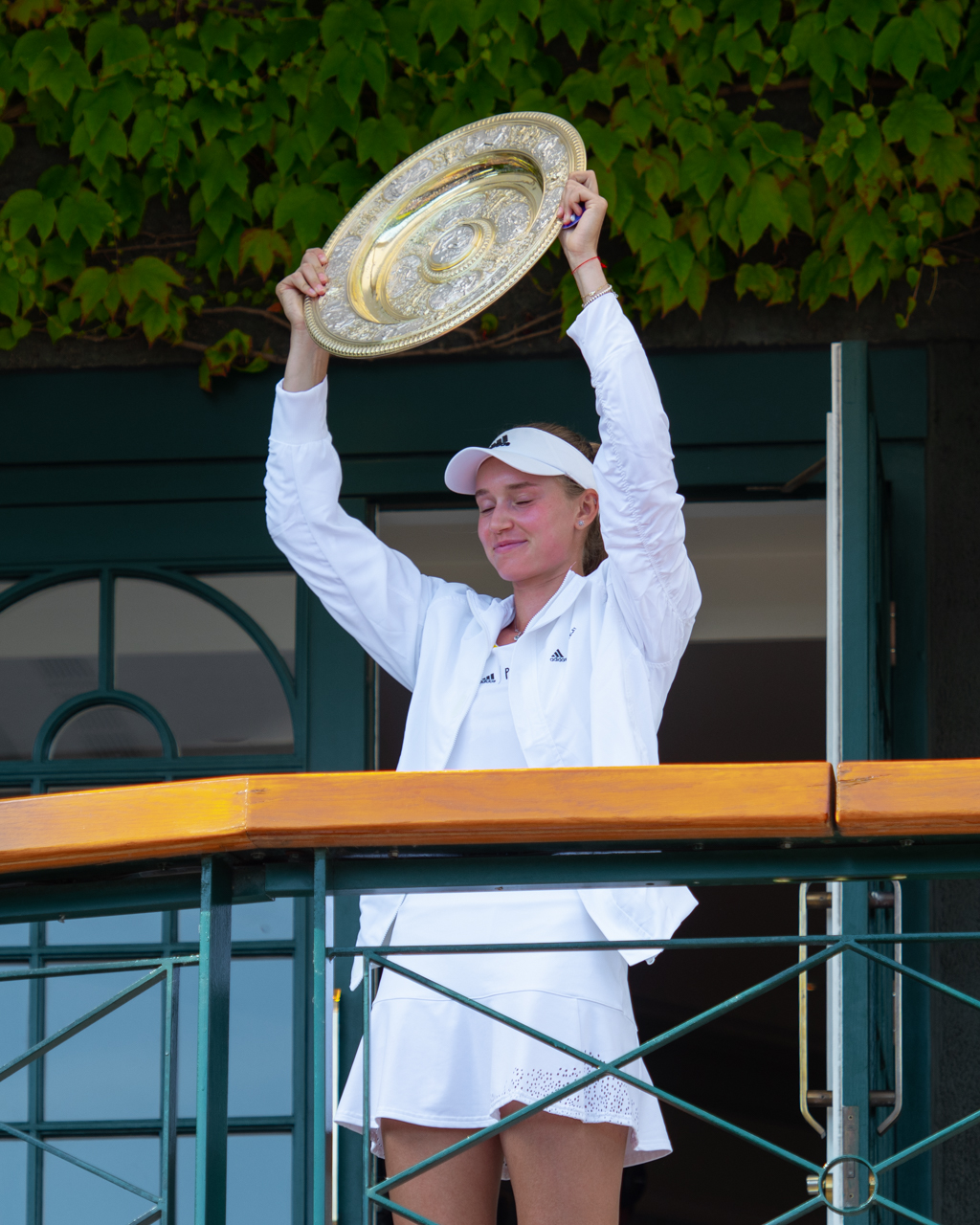
Rybakina em Wimbledon, 2022.

Rybakina começou a temporada no Adelaide International 1, chegando à final, onde foi derrotada pela então número 1 do mundo, Ashleigh Barty. Seu sucesso continuou no Sydney Tennis Classic com uma derrota contundente para a então campeã do US Open, Emma Raducanu, na primeira rodada. Posteriormente, ela desistiu do torneio alegando uma lesão na coxa. Ela alcançou a posição mais alta de sua carreira, a 12ª posição, em 17 de janeiro de 2022.
Sua temporada restante em quadras duras teve pouco progresso com uma desistência na segunda rodada depois de uma vitória difícil no Australian Open e no St. Petersburg Ladies' Trophy, respectivamente, e uma derrota na primeira rodada no Qatar Ladies Open. Seu "Sunshine Double" (Miami e Indian Wells) melhorou com uma participação nas quartas de final no Indian Wells Open contra Maria Sakkari, a qual perdeu em sets diretos e uma participação na terceira rodada contra Jessica Pegula no Miami Open a qual também perdeu em sets diretos.
Sua temporada no saibro começou com uma derrota na segunda rodada para Anhelina Kalinina em jogo de três sets, depois de ter ficado de "bye" na primeira rodada em Charleston. Depois disso, ela representou o Cazaquistão como a cabeça de chave do time e venceu as duas partidas de simples na disputa contra a Alemanha, garantindo uma vaga nas finais no final do ano. O restante de sua temporada no saibro teve poucas conquistas, já que ela não conseguiu avançar para as quartas de final no Aberto de Stuttgart, no Aberto da Espanha, no Aberto da Itália e no Aberto da França.
A temporada de Rybakina em quadras de grama antes de Wimbledon viu uma derrota na segunda rodada para Shelby Rogers no Libéma Open, seguida por um "bye" na primeira rodada e uma derrota na segunda para Lesia Tsurenko no Eastbourne International. Em Wimbledon, ela chegou à sua segunda quartas de final em Grand Slam, derrotando CoCo Vandeweghe, Bianca Andreescu, Zheng Qinwen e Petra Martić. Então ela chegou às semifinais em um torneio Major pela primeira vez, derrotando Ajla Tomljanović em sua partida das quartas de final. Ela se tornou a primeira jogadora individual do Cazaquistão (homem ou mulher) a chegar à semifinal de um Grand Slam. Então ela alcançou sua primeira final de Major, depois de derrotar Simona Halep em dois sets, tornando-se a mais jovem finalista de Wimbledon desde Garbiñe Muguruza em 2015. Depois de perder o primeiro set, ela derrotou Ons Jabeur em três sets para garantir seu primeiro título em Major. Ela se tornou a campeã feminina mais jovem desde Petra Kvitová, de 21 anos, em 2011. Ela foi a quarta campeã de Major mais jovem em atividade, mais velha apenas que Iga Świątek, Bianca Andreescu e Emma Raducanu. A nacionalidade russa de Rybakina e a representação internacional anterior da Rússia tornaram-se uma questão de discurso público após seu sucesso em Wimbledon 2022, onde Wimbledon baniu atletas que representavam a Rússia e a Bielorrússia devido à invasão da Ucrânia pela Rússia. A mídia estatal russa celebrou a vitória de Rybakina como uma vitória nacional, apesar de sua decisão de longa data de não representar seu país natal.
A temporada de quadra dura da América do Norte começou com derrotas nas primeiras rodadas do Silicon Valley Classic (primeira rodada) e do Aberto do Canadá (segunda rodada). Seus preparativos para o US Open continuaram no Cincinnati Open, onde ela avançou para as quartas de final e foi derrotada por Madison Keys. Sua temporada continuou em seguida com uma participação no US Open como a 25ª cabeça de chave; no entanto, ela perdeu na primeira rodada para a vinda da qualificatória  Clara Burel em sets diretos.

### 2023: Dois títulos WTA 1000, número 3 do mundo

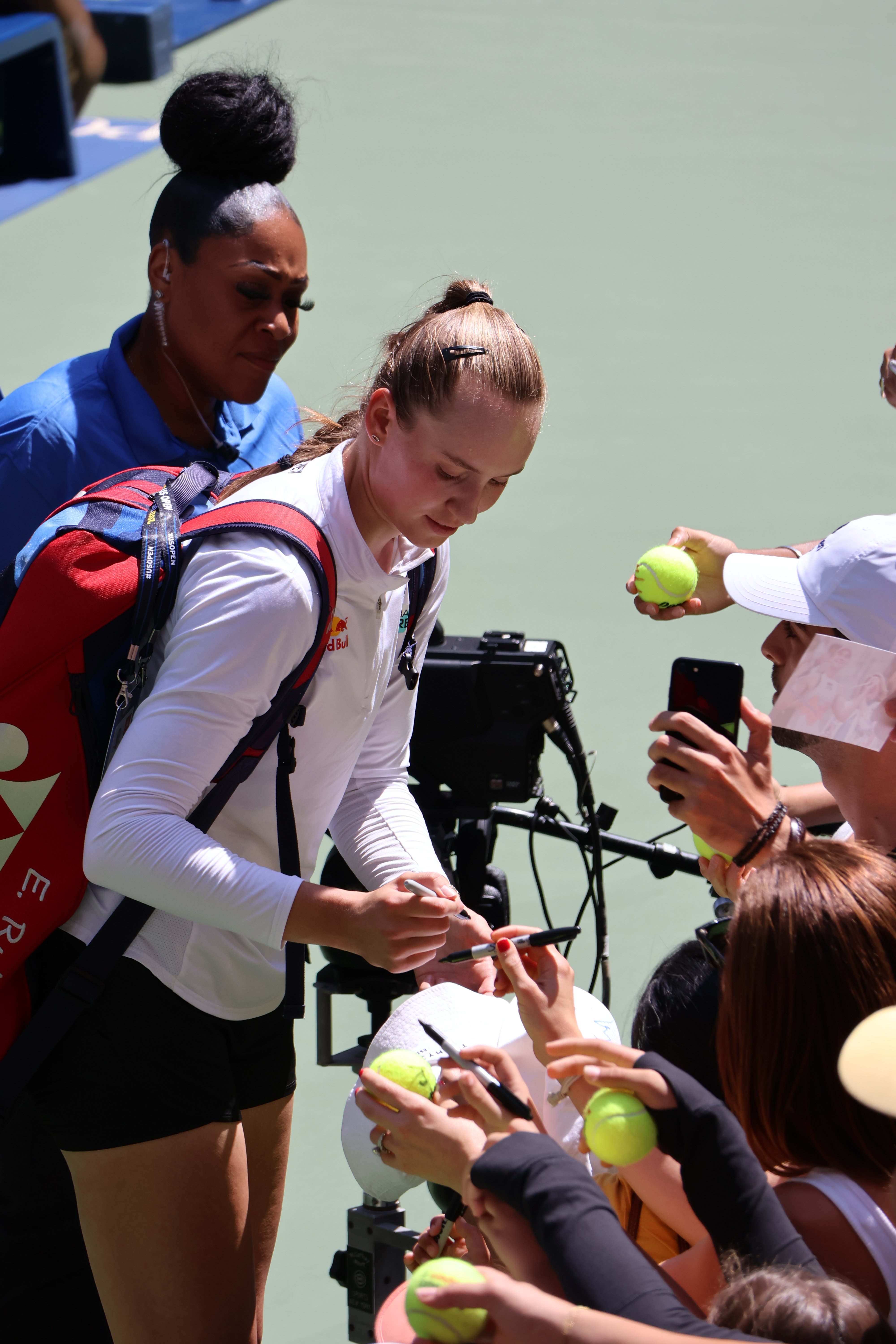
Rybakina no US Open, 2023.

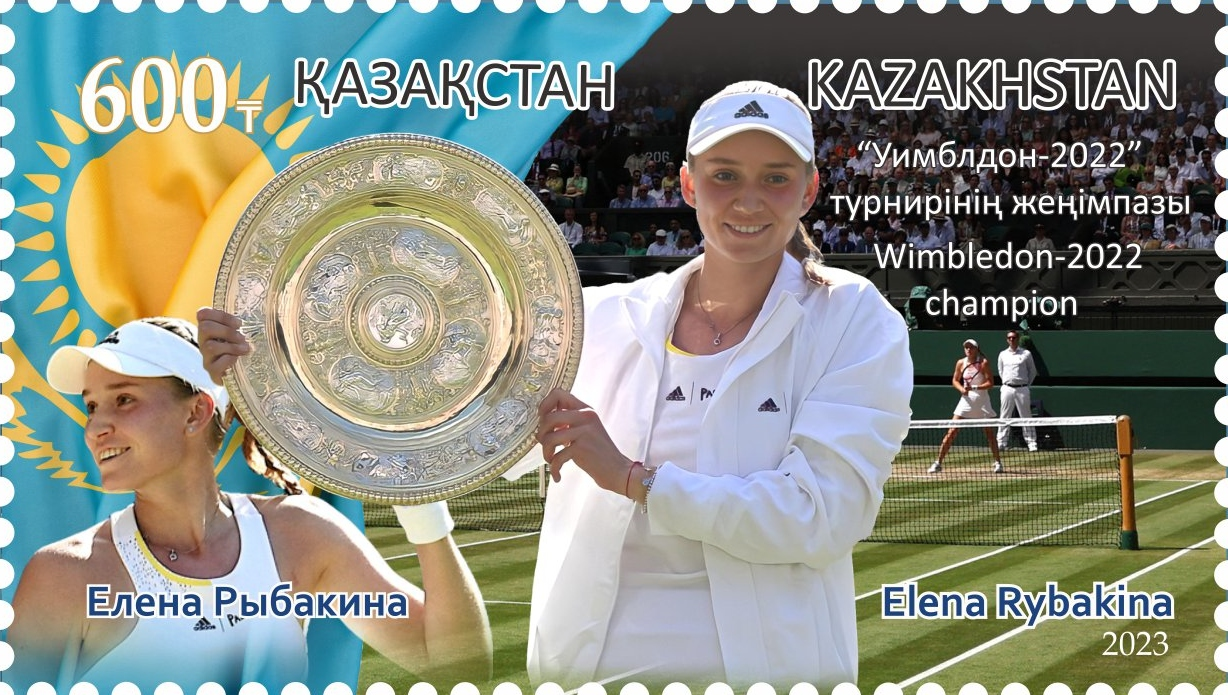
Rybakina retratada em um selo postal do Cazaquistão do ano de 2023.

Rybakina começou a temporada no Adelaide International 1, derrotando Danielle Collins em três sets antes de perder para Marta Kostyuk na segunda rodada. Ela seguiu com outra derrota no Adelaide International 2 para Petra Kvitová em dois sets. No entanto, ela chegou à final de duplas com a parceira Anastasia Pavlyuchenkova. No Australian Open, Rybakina derrotou a finalista de 2022 Danielle Collins novamente na terceira rodada, a número 1 do mundo Iga Świątek na quarta rodada, e a ex-campeã do Aberto da França Jeļena Ostapenko nas quartas de final para chegar à sua primeira semifinal no Australian Open. Na semifinal, ela derrotou a ex-número 1 do mundo e bicampeã do Australian Open, Victoria Azarenka, em sets diretos, chegando à segunda final de Grand Slam de sua carreira. No entanto, apesar de vencer o primeiro set, Rybakina acabou perdendo a partida do campeonato para Aryna Sabalenka em um encontro de alta qualidade. Ela alcançou o top 10 em 30 de janeiro de 2023.
Em Abu Dhabi, depois de derrotar Karolína Plíšková, ela chegou às quartas de final, onde perdeu para Beatriz Haddad Maia. Em Dubai, ela chegou à terceira rodada ao vencer Bianca Andreescu e Marie Bouzková em dois sets. Ela desistiu de sua partida da terceira rodada contra a quinta cabeça de chave Coco Gauff devido a uma lesão na parte inferior das costas. Em Indian Wells, como décima cabeça de chave, ela fez sua segunda quartas de final consecutiva nas do Indian Wells Open depois de derrotar Sofia Kenin, a 21ª cabeça de chave Paula Badosa e Varvara Gracheva. Em seguida, ela derrotou Karolína Muchová para chegar à sua primeira semifinal de um WTA 1000. Nas semifinais, ela ultrapassou a defensora do título Świątek, em dois sets, pela segunda vez em 2023 para chegar à sua primeira final de um WTA 1000. Na final, ela derrotou a segunda cabeça de chave Aryna Sabalenka em dois sets, revertendo o resultado de seu confronto na final do Australian Open por seu primeiro título em um WTA 1000. Este resultado impulsionou sua classificação para um novo recorde de carreira, ficando em 7º lugar no ranking de simples da WTA.
Após a final em Miami, onde perdeu para a 15ª cabeça de chave Petra Kvitová, que a impediu de completar o "Sunshine Double", e uma eliminação precoce na segunda rodada do Aberto de Madrid para Anna Kalinskaya, ela alcançou um novo recorde na carreira como número seis do mundo em 8 de maio. Ela alcançou as quartas de final no Aberto da Itália e alcançou uma nova classificação elevada na carreira, a de número 5 do mundo, com vitórias sobre Jasmine Paolini, Anna Kalinskaya por desistência e Markéta Vondroušová. Em seguida, ela derrotou a então número 1 do mundo, Iga Świątek (que desistiu durante o set decisivo devido a uma lesão) pela terceira vez para chegar à sua primeira semifinal em Roma. Rybakina alcançou sua terceira final de um WTA 1000 da temporada, derrotando Jeļena Ostapenko. Rybakina se tornou a terceira jogadora da "Era Aberta" a chegar à final na mesma temporada no Australian Open, Indian Wells, Miami e Roma, depois de Monica Seles em 1991 e Maria Sharapova em 2012. Ela ganhou seu primeiro título WTA 1000 no saibro, depois que Anhelina Kalinina desistiu no segundo set, e passou para o ranking mais alto de sua carreira, no 4º lugar do mundo, em 22 de maio de 2023. No Aberto da França, apesar de sua desistência devido a um mal estar respiratório na terceira rodada, ela alcançou o terceiro lugar do ranking mundial em 12 de junho de 2023. Em 26 de junho, Rybakina anunciou sua retirada do evento Eastbourne International devido a uma doença viral.
Em Wimbeldon como defensora do título, Rybakina chegou às quartas de final, onde perdeu para Ons Jabeur em três sets. Após a derrota nas quartas de final em Wimbledon, ela chegou às semifinais do Aberto do Canadá pela primeira vez em sua carreira. Ela superou Jennifer Brady e Sloane Stephens antes de derrotar Daria Kasatkina em uma partida que durou 3 horas e 27 minutos, a partida mais longa da carreira de Rybakina. A partida terminou às 2h55, horário local. Nas semifinais, Rybakina perdeu para Liudmila Samsonova em três sets, relatando que se sentiu "destruída" fisicamente na coletiva de imprensa pós-jogo por causa dos problemas de agendamento que enfrentou durante o torneio. Ela chegou à terceira rodada do US Open como quarta cabeça de chave, perdendo para Sorana Cîrstea em três sets.
Depois de uma pausa para recuperação, Rybakina participou apenas do Aberto da China na temporada asiática, no qual chegou à semifinal que perdeu para Liudmila Samsonova em sets diretos.
Depois disso, Rybakina partiu diretamente para o WTA Finals, onde não passou da chave de grupos com uma participação discreta: perdeu para Jessica Pegula em sets diretos na primeira rodada, venceu Maria Sakkari em jogo de três sets na segunda e perdeu para Aryna Sabalenka também em jogo de três sets, com várias interrupções e adiamentos devido à chuva, na terceira.

### 2024: Dois títulos WTA 500
Rybakina iniciou a temporada no torneio Brisbane International, onde fez uma excelente campanha. Como cabeça de chave N° 2, ela ficou de "bye" na primeira rodada. Venceu Olivia Gadecki [en] na segunda, Elise Mertens na terceira, Anastasia Potapova por "W.O." nas quartas de final e Linda Nosková na semifinal. Na final, ela manteve a performance e sem ter perdido nenhum set dutante o torneio, aplicou uma vitória contundente sobre a cabeça de chave N° 1 Aryna Sabalenka, ficando com o título. Seu próximo compromisso foi no Adelaide International, onde como cabeça de chave N° 1, ficou de "bye" na primeira rodada, venceu Cristina Bucsa na segunda em sets diretos, mas foi derrotada por Ekaterina Alexandrova nas quartas de final, também em sets diretos. Depois disso, partiu para o Australian Open, no qual como "cabeça de chave" N° 3, venceu Karolina Pliskova na primeira rodada em sets diretos mas perdeu para Anna Blinkova na segunda em um jogo épico de três sets com o "tiebreak" mais longo da história dos torneios de Grand Slam.
No giro do oriente médio, Rybakina conquistou o título em Abu Dhabi vencendo Daria Kasatkina na final em sets diretos. Em Doha, ela também chegou à final, jogo que perdeu para Iga Świątek em sets diretos. Em Dubai ela chegou às quartas de final, no entanto, foi obrigada a se retirar devido a uma indisposição gastrointestinal. Já nos Estados Unidos, Rybakina não participou do Indian Wells Open e no torneio seguinte, o Miami Open, ela chegou à final, passando por Clara Tauson em jogo de três sets, por Taylor Townsend em outro jogo de três sets e por Madison Keys em sets diretos. Nas quartas de final venceu Maria Sakkari em mais um jogo de três sets e na semifinal passou por Victoria Azarenka em outro jogo de três sets. Acabou perdendo a final para Danielle Collins em sets diretos.
Rybakina iniciou a temporada em quadras de saibro no Porsche Tennis Grand Prix onde venceu Veronika Kudermetova na primeira rodada, Jasmine Paolini na segunda e Iga Swiatek na semifinal, todos esses jogos em três sets, para chegar à final contra Marta Kostyuk. Na final, Rybakina venceu a partida em sets diretos, ficando com o título. No Aberto de Madri, ela alcançou a semifinal, derrotando Lucia Bronzetti, Mayar Sherif e Sára Bejlek em sets diretos. Nas quartas de final, venceu Yulia Putintseva em jogo de três sets, com muitas reviravoltas. Ela perdeu seu jogo na semifinal para a cabeça de chave N° 2 Aryna Sabalenka em outro jogo de três sets decidido no "tiebreak". Já no Aberto da França, como cabeça de chave N° 4, venceu Greet Minnen [en], na primeira rodada em sets diretos, venceu Arantxa Rus na segunda, mais uma vez em sets diretos e venceu a cabeça de chave N° 25 Elise Mertens, na terceira, novamente em sets diretos. Nas oitavas de final, venceu a cabeça de chave N° 15 Elina Svitolina, em outro jogo de sets diretos, chegando às quartas de final. Nas quartas de final, enfrentou a cabeça de chave N° 12, Jasmine Paolini, jogo que acabou perdendo em três sets.

## Estilo de jogo

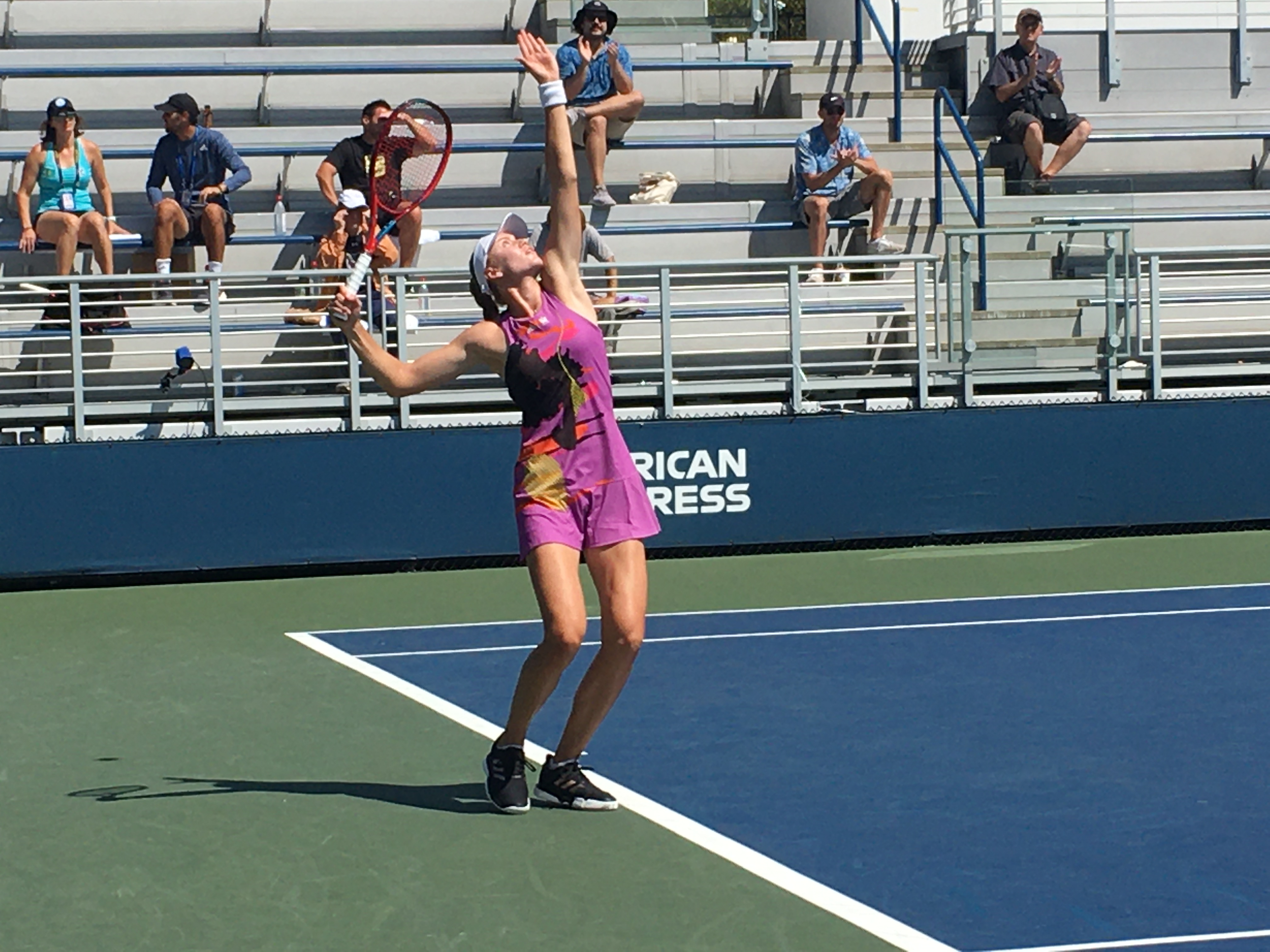
Rybakina sacando no US Open de 2022.

Com um saque poderoso, Rybakina é uma jogadora de linha de base agressiva que visa terminar os pontos rapidamente e cujo estilo de jogo de alto risco leva a um acúmulo de winners e erros não forçados. Ela é capaz de gerar força sem esforço, tanto em golpes de fundo quanto em seu saque.. Seu saque poderoso, que é capaz de atingir 196 km/h, permite que ela saque um grande número de aces. Rybakina costuma figurar entre as melhores sacadoras da WTA, incluindo o ranking de aces, que ela liderou em 2020. Devido à sua experiência em duplas, Rybakina costuma terminar pontos na rede e possui um voleio capaz. Adriano Albanesi, um treinador da WTA, a descreveu como "uma Petra Kvitová destra". Rybakina joga com um comportamento muito calmo e acredita que pode derrotar qualquer oponente. No início de sua carreira na WTA, ela se destacou em partidas de três sets, vencendo 13 de 14 de setembro de 2019 a fevereiro de 2020.

## Treinadores
Rybakina contratou Andrei Chesnokov, com quem já havia treinado no Spartak Tennis Club, para ser seu treinador particular em 2018, aos 18 anos. Esta foi a primeira vez que ela teve um treinador individual. Chesnokov só treinou em Moscou e não viajou com ela para torneios. Rybakina trocou de treinador para Stefano Vukov em fevereiro de 2019. Vukov é um ex-jogador de tênis croata que competiu brevemente principalmente na turnê ITF Futures. Com Vukov como seu primeiro treinador itinerante, Rybakina melhorou rapidamente, passando do top 200 do ranking da WTA para o top 30 em cerca de um ano.

## Finais

### Circuito da WTA

#### Simples: 12 (4 títulos, 8 vices)
| Status                   | V–D                      | Torneio                                                            | Categoria                | Adversária            | Resultado               |
| Data                     | Data                     | Cidade/país                                                        | Piso                     | Adversária            | Resultado               |
| ------------------------ | ------------------------ | ------------------------------------------------------------------ | ------------------------ | --------------------- | ----------------------- |
| Campeã (4–8) 19 mar 2023 | Campeã (4–8) 19 mar 2023 | WTA de Indian Wells Indian Wells, EUA                              | WTA 1000 duro            | Aryna Sabalenka       | 7–6(13–11), 6–4         |
| Vice (3–8) 23 jan 2023   | Vice (3–8) 23 jan 2023   | Australian Open Melbourne, Austrália                               | Grand Slam duro          | Aryna Sabalenka       | 6-4, 3-6, 4-6           |
| Vice (3-7) 18 set 2022   | Vice (3-7) 18 set 2022   | Slovenia Open Portorož, Eslovênia                                  | WTA 250 duro             | Kateřina Siniaková    | 7–6(7–4), 6–7(5–7), 4–6 |
| Campeã (3–6) 9 jul 2022  | Campeã (3–6) 9 jul 2022  | Torneio de Wimbledon Londres, Reino Unido                          | Grand Slam grama         | Ons Jabeur            | 3–6, 6–2, 6–2           |
| Vice (2–6) 9 jan 2022    | Vice (2–6) 9 jan 2022    | Adelaide International 1 Adelaide, Austrália                       | WTA 500 duro             | Ashleigh Barty        | 3–6, 2–6                |
| Vice (2–5) 26 set 2020   | Vice (2–5) 26 set 2020   | Internationaux de Strasbourg Estrasburgo, França                   | WTA International saibro | Elina Svitolina       | 4–6, 6–1, 2–6           |
| Vice (2–4) 22 fev 2020   | Vice (2–4) 22 fev 2020   | Dubai Duty Free Tennis Championships Dubai, Emirados Árabes Unidos | WTA Premier duro         | Simona Halep          | 6–3, 3–6, 6–7(5–7)      |
| Vice (2–3) 16 fev 2020   | Vice (2–3) 16 fev 2020   | St. Petersburg Ladies Trophy São Petersburgo, Rússia               | WTA Premier duro (c)     | Kiki Bertens          | 1–6, 3–6                |
| Campeã (2–2) 18 jan 2020 | Campeã (2–2) 18 jan 2020 | Hobart International Hobart, Austrália                             | WTA International duro   | Zhang Shuai           | 7–6(9–7), 6–3           |
| Vice (1–2) 11 jan 2020   | Vice (1–2) 11 jan 2020   | Shenzhen Open Shenzhen, China                                      | WTA International duro   | Ekaterina Alexandrova | 2–6, 4–6                |
| Vice (1–1) 15 set 2019   | Vice (1–1) 15 set 2019   | Jiangxi Open Nanchang, China                                       | WTA International duro   | Rebecca Peterson      | 2–6, 0–6                |
| Campeã (1–0) 21 jul 2019 | Campeã (1–0) 21 jul 2019 | Bucharest Open Bucareste, Romênia                                  | WTA International saibro | Patricia Maria Țig    | 6–2, 6–2                |

#### Duplas: 2 (2 vices)
| Status              | V–D                 | Torneio                                       | Categoria     | Parceira                 | Adversárias                   | Resultado     |
| Data                | Data                | Cidade/país                                   | Piso          | Parceira                 | Adversárias                   | Resultado     |
| ------------------- | ------------------- | --------------------------------------------- | ------------- | ------------------------ | ----------------------------- | ------------- |
| Vice (0–2) Jan 2023 | Vice (0–2) Jan 2023 | Adelaide International Adelaide, Austrália    | WTA 500 duro  | Anastasia Pavlyuchenkova | Luisa Stefani Taylor Townsend | 5–7, 6–7(3–7) |
| Vice (0–1) Out 2021 | Vice (0–1) Out 2021 | BNP Paribas Open Indian Wells, Estados Unidos | WTA 1000 duro | Veronika Kudermetova     | Hsieh Su-wei Elise Mertens    | 6–7(1–7), 3–6 |